# 4162 SAF
A 4162 SAF (ideiglenes jelöléssel 1940 WA) a Naprendszer kisbolygóövében található aszteroida. André Patry fedezte fel 1940. november 24-én.